# 納林達龍屬
納林達龍（屬名：Narindasaurus，意為「納林達灣的蜥蜴」）是一屬圖里亞龍類的蜥腳下目恐龍，來自侏羅紀中期馬達加斯加的伊薩洛三組（Isalo III Formation）。模式種戴氏納林達龍（N. thevenini）於2020年由拉斐爾·羅尤-托雷斯（Rafael Royo-Torres）等人正式敘述。正模標本由多件標本組成，來自單一個體，自1906或1907年起就保存於法國自然史博物館至今。

## 發現及命名
正模標本約於1906年間在伊薩洛三組發現，並於同年被Paul Lemoine簡略提及。Armand Thevenin（1861-1942）首先檢驗了標本。1907年，他將標本歸入馬達加斯加溝椎龍（Bothriospondylus madagascariensis），但這個分類現在已被棄用。該標本於1972年被概略提及，並於2008年和2010年被重新評估為獨立的屬，且是一種非新蜥腳類的真蜥腳類。2016年，牠被分類至圖里亞龍類。2020年正式命名成新屬新種戴氏納林達龍（Narindasaurus thevenini）。
正模標本是一個部分骨骼，包含一顆右上頜骨或前上頜骨牙齒（MNHN MAJ 423）、一個前段尾椎（MNHN MAJ 424）、一個中前段人字骨（MNHN MAJ 425）、一個後段尾椎（MNHN MAJ 426）、一個右尺骨（MNHN MAJ 427）、一個右脛骨（MNHN MAJ 428）、一個右腓骨連接著一個遠端人字骨（MNHN MAJ 429）、一個左恥骨（MNHN MAJ 430）。

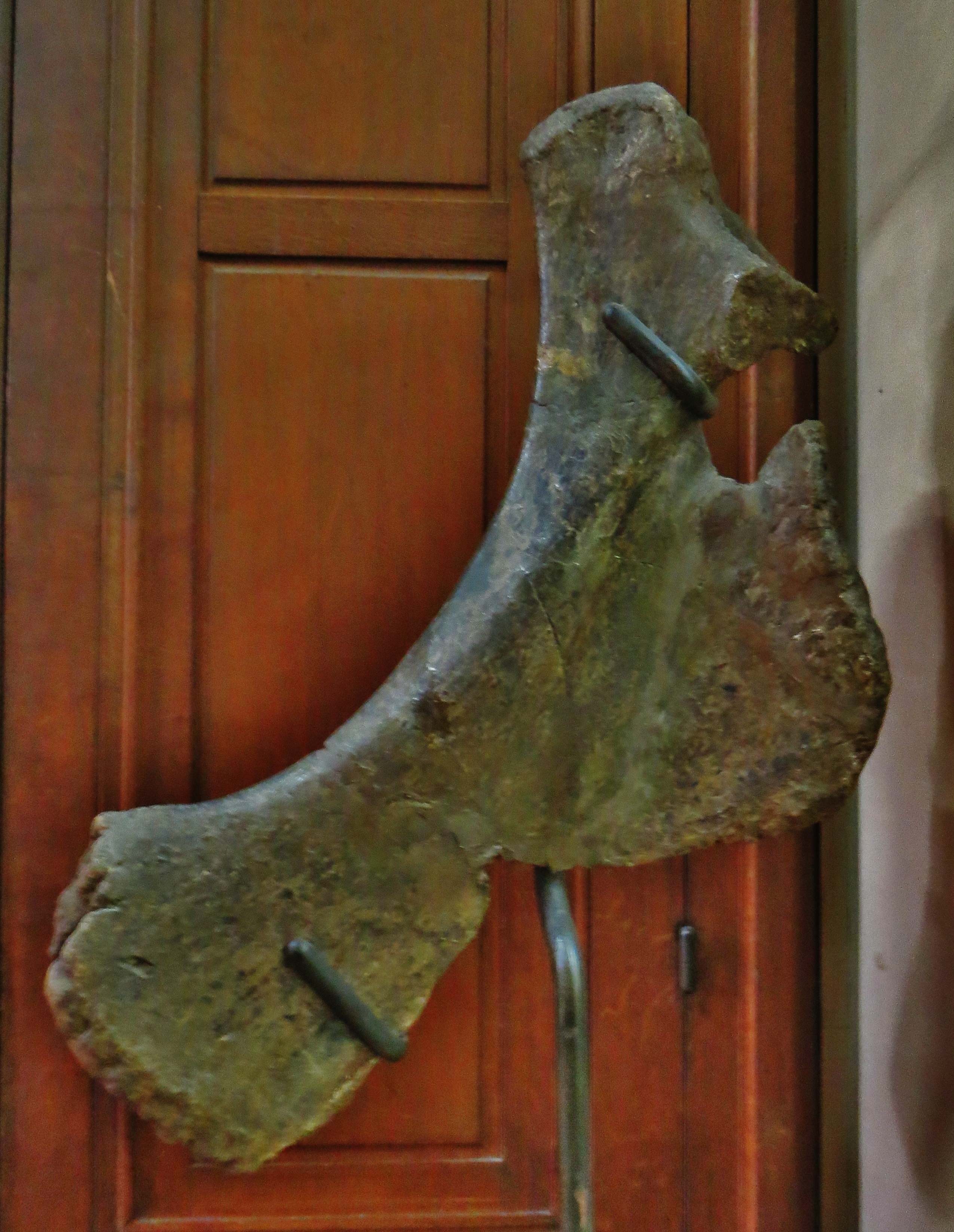
左恥骨（MNHN MAJ 430
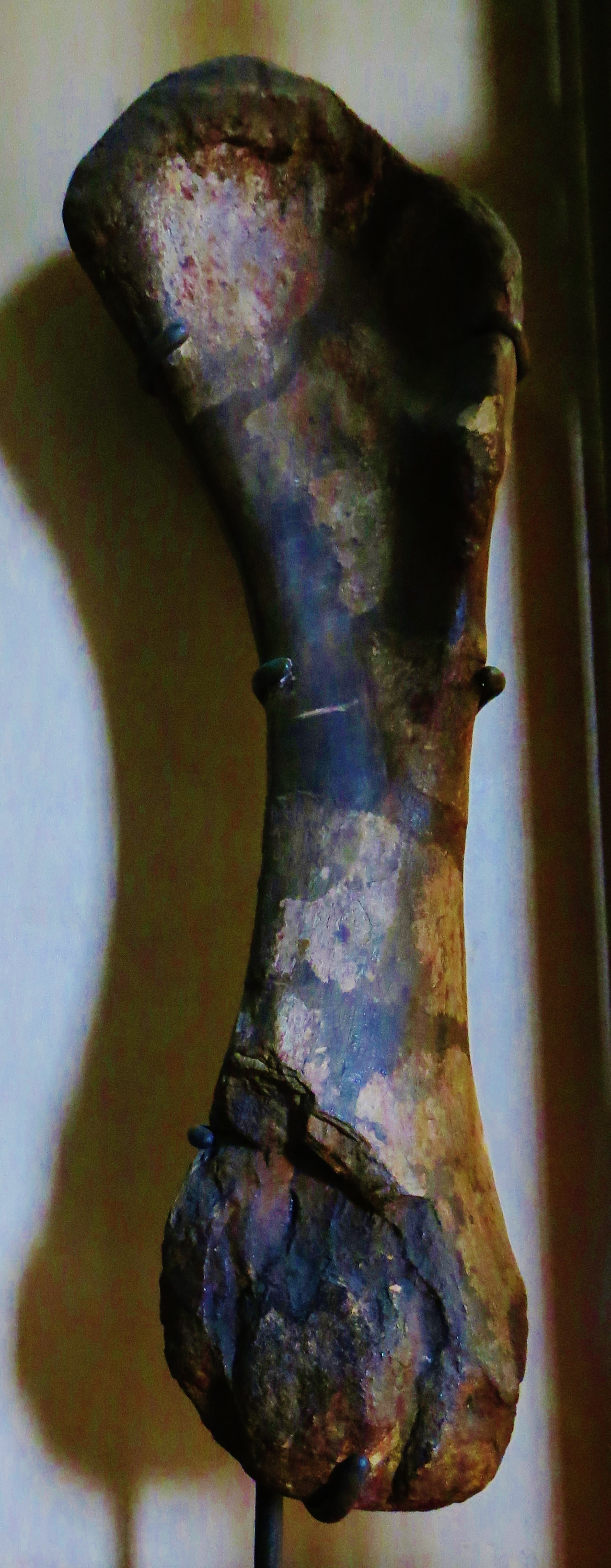
肱骨

## 古生物學
根據年輪進行的年齡檢定研究顯示這種蜥腳類需花費31至45年才能達到性成熟且因存在大量的纖維狀薄層骨而生長速率相對較快。